# Trussardi
Trussardi (рус. Труссарди) — итальянский дом моды, выпускающий одежду, аксессуары и парфюмерию класса «люкс».
Генеральным директором Trussardi с 26 октября 2020 года является Себастьян Зуль, а пост креативного директора с 2021 года разделяют дизайнеры Серхат Ишик и Бенджамин Александр Хусеби.

## История
Бренд был основан в Бергамо. В 1911 году Данте Труссарди открыл мастерскую по ремонту и изготовлению перчаток. Она прославилась благодаря высококачественной обработке кожи. В 1970 году, после смерти Данте Труссарди, компания перешла в руки его племянника Николы Труссарди. Новый владелец бренда к тому времени окончил университет и получил степень экономиста. Никола принял решение активно развивать производство. Для этого он подробно изучил способы обработки кожи.
В 1973 году появился лейбл Trussardi. В 1983 году вышла первая коллекция женской одежды прет-а-порте, показы которой прошли на подиумах Милана. В 1986 году начала выпускаться линия Trussardi Action, в 1988 году появилась новая линия Trussardi Jeans, а в 1989 году появилась линия Trussardi Sport.
В 1991 году в Риме была впервые показана коллекция Trussardi Couture. 1996 год ознаменовался появлением коллекции T-Store.